# Une enfant terrible
Pour plus de détails, voir Fiche technique et Distribution.
Une enfant terrible (Hard to Get) est un film américain en noir et blanc  réalisé par Ray Enright, sorti en 1938.

## Synopsis
(mai 2024).
Le contenu est difficilement compréhensible vu les erreurs de traduction, qui sont peut-être dues à l'utilisation d'un logiciel de traduction automatique.
L'épouse du magnat du pétrole new yorkais Ben Richards rassemble sa famille pour leurs vacances d'été annuelles à Newport. Leur fille Margaret, gâtée, obstinée et belle, refuse d'y aller et sort en trombe de la maison. Réquisitionnant impétueusement une modeste voiture appartenant au voiturier de son père, elle s'aperçoit bientôt que la voiture est à court de carburant et s'arrête à une station-service. Le préposé, Bill Davis, fait le plein et demande le paiement de 3,50 $. Sans argent sur elle, Margaret essaie de facturer le montant sur le compte de son père, mais, doutant de son identité, Bill refuse et lui propose en échange de travailler pour lui toute la journée comme femme de ménage pour nettoyer les bungalows de la station-service. Indignée par cette suggestion, Margaret tente de partir, mais recule dans un camion, l'empêchant de partir. Lorsqu'un policier arrive, Margaret est obligée d’accepter l'offre de Bill : elle passe les heures suivantes à faire les lits et à nettoyer les chambres.
Margaret rentre chez elle et jure de se venger de Bill. Au début, elle demande à son père - qui siège au conseil d'administration de la compagnie pétrolière propriétaire de la station-service - de licencier Bill. Après avoir écouté son histoire, son père est d'accord avec la façon dont Bill a géré les choses et il dit à sa fille que c'est à elle de trouver comment se venger. Le lendemain, Margaret retourne à la station-service et s'excuse auprès de Bill, se faisant passer pour Maggie, la femme de chambre de la riche famille. Impressionné par son changement de comportement, et attiré à nouveau par ses charmes évidents, Bill lui propose un rendez-vous, qu'elle accepte.
Cette nuit-là, Bill l'emmène en douce dans un banquet pour un dîner gratuit, puis à l'Empire State Building, où il lui raconte son rêve de construire une chaîne de stations-service haut de gamme dans tout le pays. Margaret lui dit que son idée est  excellente et l'envoie chez son père pour obtenir un financement de son projet ; elle fournit même à Bill l'ancien surnom de champ pétrolifère de son père, "Spouter", afin que les secrétaires pensent que Bill est un vieil ami de Ben. Margaret sait que lorsque son père apprendra que Bill a utilisé le surnom pour prétendre qu'il était un vieil ami, il rendra sa vie misérable.
Comme Margaret l'avait prévu, Ben envoie balader Bill, qui l'envoie pour encore plus en promettant le soutien de son ami capital-risqueur et associé, Atwater - ignorant tous que Margaret est derrière tout cela. Lorsque Ben découvre que sa fille a planifié la vengeance en se faisant passer pour sa femme de chambre, il invite Bill à dîner pour s'amuser à leurs dépens. Maggie renverse les rôles en incitant la vraie femme de chambre à se faire passer pour la fille de Ben. Croyant toujours que Ben veut l'aider, Bill se faufile peu de temps après dans une fête donnée par Atwater, où il découvre enfin que Margaret, Ben et Atwater se sont moqués de lui. Après leur avoir tout dit, Bill sort en trombe de la fête, ne sachant pas que Margaret est tombée amoureuse de lui. 
Réalisant que le projet de de Bill de créer une chaine de stations-service au niveau national a un grand potentiel, Ben et Atwater se disputent pour savoir qui financera le projet. Ils convergent vers le chantier de construction de la tour où Bill travaille maintenant et acceptent d'être partenaires et de payer à Bill des honoraires substantiels pour servir d'architecte. Bill accepte l'offre. Quelque temps après, cherchant à se faire pardonner pour ce qu'elle a fait, Margaret visite la station-service d'origine, qui est en train d'être transformée selon le plan de Bill. Jouant les Cupidon, Ben arrive bientôt avec un juge qui est prêt à les marier. La femme de Ben apparaît et tente d'empêcher le mariage, mais Bill la repousse et professe son désir d'épouser Margaret. 
Le film se termine avec le couple nouvellement marié qui baisse le store de l'un des bungalows de la station-service pour commencer leur lune de miel.

## Fiche technique
- Titre : Une enfant terrible
- Titre original : Hard to Get
- Réalisation : Ray Enright
- Scénario : Jerry Wald, Maurice Leo et Richard Macaulay, d'après une histoire de Wally Kline, Joseph Schrank et Stephen Morehouse Avery
- Musique : Heinz Roemheld (non crédité)
- Direction artistique : Anton Grot
- Costumes : Milo Anderson
- Photographie : Charles Rosher
- Montage : Thomas Richards
- Producteurs : Samuel Bischoff (producteur associé), Hal B. Wallis (producteur exécutif) et Jack L. Warner (producteur exécutif) (non crédités)
- Société de production et de distribution : Warner Bros. Pictures
- Pays de production :  États-Unis
- Langue d'origine : anglais américain
- Format : noir et blanc — son : mono
- Genre : comédie romantique
- Durée : 82 min
- Dates de sortie : 
  - États-Unis : 5 novembre 1938
  - France : 29 mars 1939

## Distribution
- Dick Powell : Bill
- Olivia de Havilland : Margaret
- Charles Winninger : Ben Richards
- Allen Jenkins : Roscoe
- Bonita Granville : Connie
- Melville Cooper : Case
- Isabel Jeans : Mme Richards
- Grady Sutton : Stanley Potter
- Thurston Hall : Atwater
- John Ridgely : Burke
- Penny Singleton : Hattie
- Granville Bates : Juge Harkness
- Jack Mower : Schaff